# Lepomis miniatus
Lepomis miniatus är en fiskart som först beskrevs av Jordan, 1877.  Lepomis miniatus ingår i släktet Lepomis och familjen Centrarchidae. Inga underarter finns listade i Catalogue of Life.